# Бенбасса, Эстер
Эстер Бенбасса (род. 27 марта 1950 года) — французский историк и политик еврейского происхождения, родившаяся в Турции и получившая первое образование в Израиле. Специализируется на истории евреев и других меньшинств.
С 2011 года Бенбасса занимает во Франции пост сенатора (с 2011 по 2017 год она представляла Валь-де-Марн, а с 2017 года представляет Париж). Независимый политик, ранее входившая в партию «Экологисты», но исключённая из неё после обвинений в травле подчинённых.

## Ранние годы и образование
Эстер Бенбасса родилась 27 марта 1950 года в Стамбуле (Турция). Происходит из семьи евреев, предки которых были изгнаны из Испании в 1492 году и эмигрировали в Османскую империю. После того, как она окончила начальную школу и лицей в Стамбуле, семья Бенбасса эмигрировала в Израиль, когда ей было 15 лет. Там она училась во франкоязычной школе Сен-Жозефа в Яффо и получила степень бакалавра от посольства Франции.
Бенбасса окончила Тель-Авивский университет со степенью бакалавра искусств в 1972 году и немного поработала в туристической индустрии. Позже в том же году она переехала во Францию для продолжения научной деятельности и получила степень магистра современной литературы в Парижском университете Венсен-Сен-Дени в 1973 году. В 1974 году Бенбасса стала гражданкой Франции на основании брака, получив, таким образом, третье гражданство (после турецкого и израильского). В 1975 году она получила аттестат учителя средней школы (CAPES) и с 1975 по 1988 год преподавала в лицее. За этой квалификацией последовал диплом по турецкому языку Национального института восточных языков и цивилизаций (INALCO) в 1982 году и степень доктора литературы, гуманитарных и социальных наук в Париже VIII в 1987 году. Темой её докторской диссертации был «Хаим Нахум Эфенди, последний великий раввин Османской империи (1908—1920)», научным руководителем выступил Луи Базен. Она также написала отдельную диссертацию о Парижской коммуне.
Бенбасса провела постдокторантуру на кафедре еврейской истории Еврейского университета в Иерусалиме с 1988 по 1989 год.

## Академическая карьера

### Исследования по еврейской истории
Бенбасса работала директором по исследованиям во Французском национальном центре научных исследований (CNRS) с 1989 по 2000 год, после чего стала директором по исследованиям в области религиоведения в Практической школе высших исследований.
Бенбасса изучала отношения между евреями и государством Израиль в своих книгах «Воображаемый Израиль» (1998) и «Есть ли у евреев будущее» (2001), написав, что Израиль является реализацией фундаментально светской идеологии сионизма, и, таким образом, «запретить себе во имя мнимой солидарности критиковать политику [израильского] правительства — значит оказать Израилю медвежью услугу». Кроме того, в 2002 году она основала Центр Альберто Беневисте по исследованию сефардов и социокультурным исследованиям. Бенбасса также является одним из исследователей Центра Ролана Муснье.

### Содействие исламско-еврейскому диалогу
Вместе со своим мужем Жаном-Кристофом Аттиасом Бенбасса является соосновательницей организации «Париж совместной жизни», противостоящей дискриминации и поддерживающей этнорелигиозное разнообразие. Она поддержала исламско-еврейский диалог, написав эссе под названием «Республика перед лицом своих меньшинств. Евреи вчера, мусульмане сегодня» во время широких политических дебатов вокруг Закона о религиозных символах во французских государственных школах в 2004 году. Бенбасса участвовала в конференции, на которой она, по словам журналистки Кэролайн Фурест, сидя рядом с Тариком Рамаданом, раскритиковала закон, «объяснив мусульманам <…>, что Франция относится к ним так же, как раньше относилась к евреям». В 2006 году она опубликовала антологию под названием «Евреи и мусульмане: общая история, диалог, который нужно построить».
После теракта в редакции Charlie Hebdo и захвата заложников в магазине кошерных продуктов в январе 2015 года, в марте Бенбасса организовала день дебатов по этой теме. В октябре она выпустила новую антологию под названием «Евреи и мусульмане: давайте возобновим наши связи».

## Политическая карьера

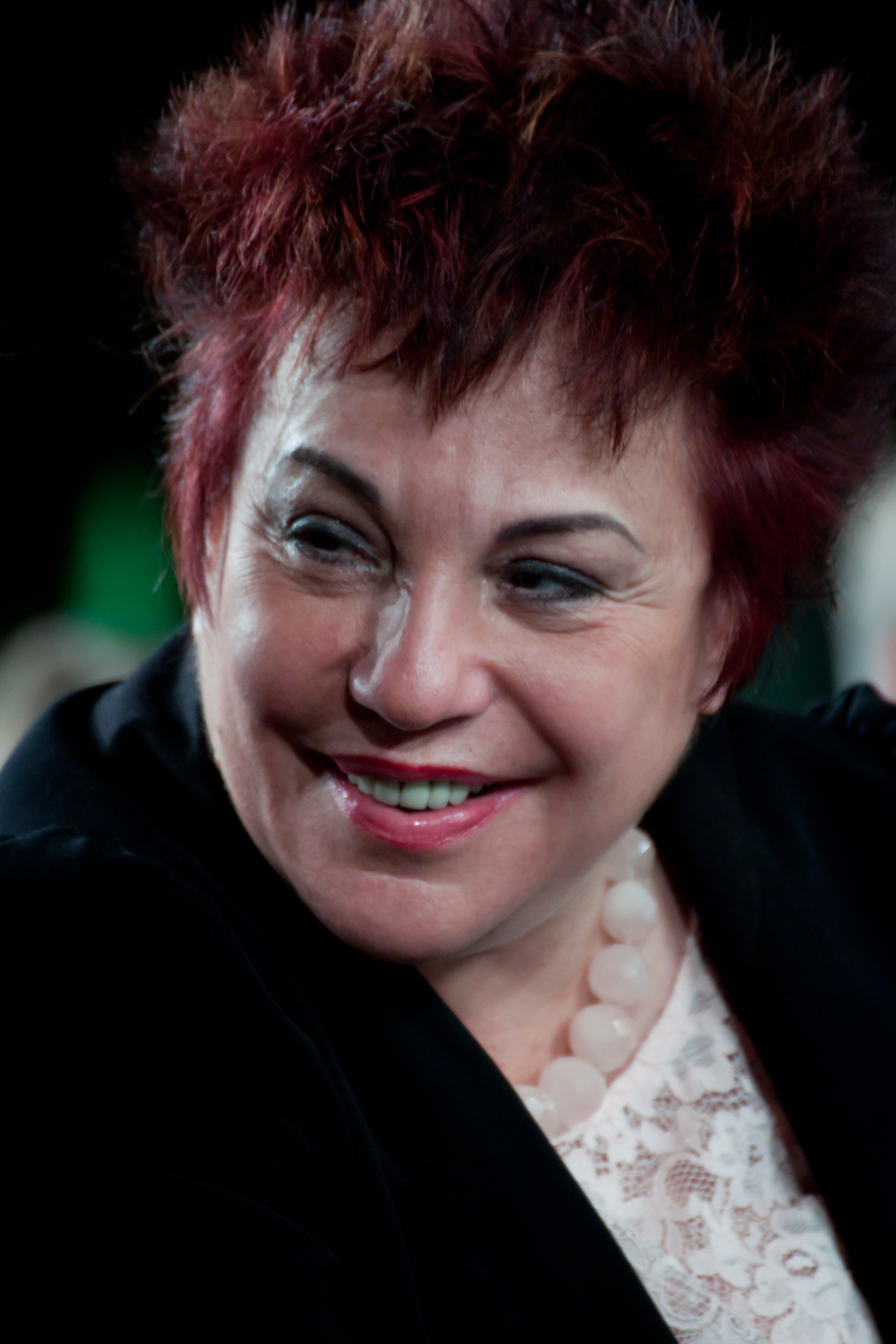
Бенбасса во время общественной встречи, организованной членом Европейского парламента Евой Жоли в 2012 году

### Сенатор от Валь-де-Марна и Парижа
Бенбасса была избрана представительницей Валь-де-Марна в Сенате 25 сентября 2011 года от блока «Экология Европы — Зелёные». Будучи сенатором, стала вице-президентом комиссии по конституционному праву, законодательству, всеобщему избирательному праву, правилам и общему управлению; членом стратегического комитета Агентства государственной службы; вице-президентом группы франко-турецкой дружбы; секретарём группы франко-израильской дружбы; членом франко-палестинской группы дружбы; членом Межпарламентского союза и членом жюри Сенатской диссертационной премии.
В 2012 году Бенбасса начала выступать за право французских эмигрантов голосовать на выборах во Франции.
Бенбасса выступила докладчиком по законопроекту, продлевающему срок давности для дискриминационных высказываний гомофобного, сексистского или эйбистского характера и тем самым приводящий его в соответствие с законами, касающимися расовой, этнической или религиозной дискриминации. Законопроект был единогласно принят Сенатом 30 января 2013 года. 28 марта 2013 года Сенат также принял закон, направленный на прекращение публичного приставания к секс-работникам, который Бенбасса представила осенью 2012 года.
Осенью 2012 года по настоянию Бенбассы сенатский комитет по законодательству создал миссию по установлению фактов расовой, этнической и религиозной дискриминации. Вместе с Жаном-Рене Лесерфом из Союза народного движения (UMP) она работала содокладчиком миссии. Их окончательный отчёт, представленный в ноябре 2014 года, назывался «Борьба с дискриминацией: от заклинания к действию». Он включал двенадцать предложений, в том числе введение в перепись вопроса о стране рождения предков и предыдущем гражданстве респондентов, «чтобы получить измеримые данные о масштабах дискриминации и её проявлениях». Малика Сорель, бывший член Высшего совета по интеграции, раскритиковала эти предложения как «опасные» и способствующие «обострению напряженности в нашей стране».

В октябре 2013 года Бенбасса прокомментировала дело Дибрани, связанное с арестом ребёнка-нелегального иммигранта во время экскурсии и его немедленной депортацией:
«Я, думавшая, что Франция не забыла свою мрачную историю, была далека от того, чтобы представить, что в 2013 году должностное лицо, избранное народом, станет свидетелем полицейской облавы».
Комментарии Бенбассы подверглись критике со стороны философа Алена Финкелькрота, заявившего, что «постоянные ссылки на Шоа — и здесь я тщательно подбираю слова — неблагородны». Журналист Бенуа Райски заявил, что в её заявлении суммированы «все наиболее распространённые темы якобы антирасистского возмущения».
В феврале 2014 года Бенбасса была назначена вице-президентом специального комитета Сената, рассматривающего законопроект по увеличению усилий, направленных на ликвидацию секс-индустрии. Находясь в этой должности, она неоднократно выражала свое несогласие с предлагаемым наказанием клиентов секс-работниц.
Бенбасса является автором первого во Франции законопроекта о легализации каннабиса и внесла его в Сенат в январе 2014 года. Законопроект обсуждался до апреля 2015 года, когда он был отклонен. В ответ Бенбасса организовала в октябре 2016 года конференцию в Сенате с участием кафедры исследований зависимости Национальной консерватории искусств и ремёсел под названием «Легализация каннабиса: Европа обречена на тупик?».
Бенбасса присоединилась к нескольким другим сенаторам, представившим резолюцию, призывающую другие ветви французского правительства признать Государство Палестина, принятую в декабре 2014 года. Она также подготовила проект резолюции о защите экологических мигрантов, которую Сенат принял в октябре 2015 года.
В марте 2016 года Бенбасса возглавила комитет по законодательству в создании миссии по установлению фактов о дерадикализации, в которой она выступала в качестве содокладчика вместе с Кэтрин Трёндле из партии Республиканцев. Затем они опубликовали отчет по этой теме.
В апреле 2016 года Бенбасса снова вызвала споры после того, как написала в Libération редакционную статью под названием «Чадра отталкивает не больше, чем мини-юбка».
Во время выборов в Сенат Франции в 2017 году Бенбасса возглавила список «Экологисты» в Париже и была избрана на второй срок 24 сентября 2017 года. 3 октября она присоединилась к группе «коммунистов, республиканцев, граждан и защитников окружающей среды». С тех пор Бенбасса заседала в комитете по конституционному праву, законодательству, всеобщему избирательному праву, правилам и общему управлению, а также была вице-президентом сенатской делегации в заморских территориях Франции.
Во время своего второго срока Бенбасса высказывалась по различным вопросам: она присоединилась к протестам «жёлтых жилетов»; выступала за мигрантов; осудила условия жизни во французских тюрьмах, особенно для несовершеннолетних; лоббировала законы против гендерного и сексуального насилия, особенно в политическом мире, и планировала принять закон о защите животных.

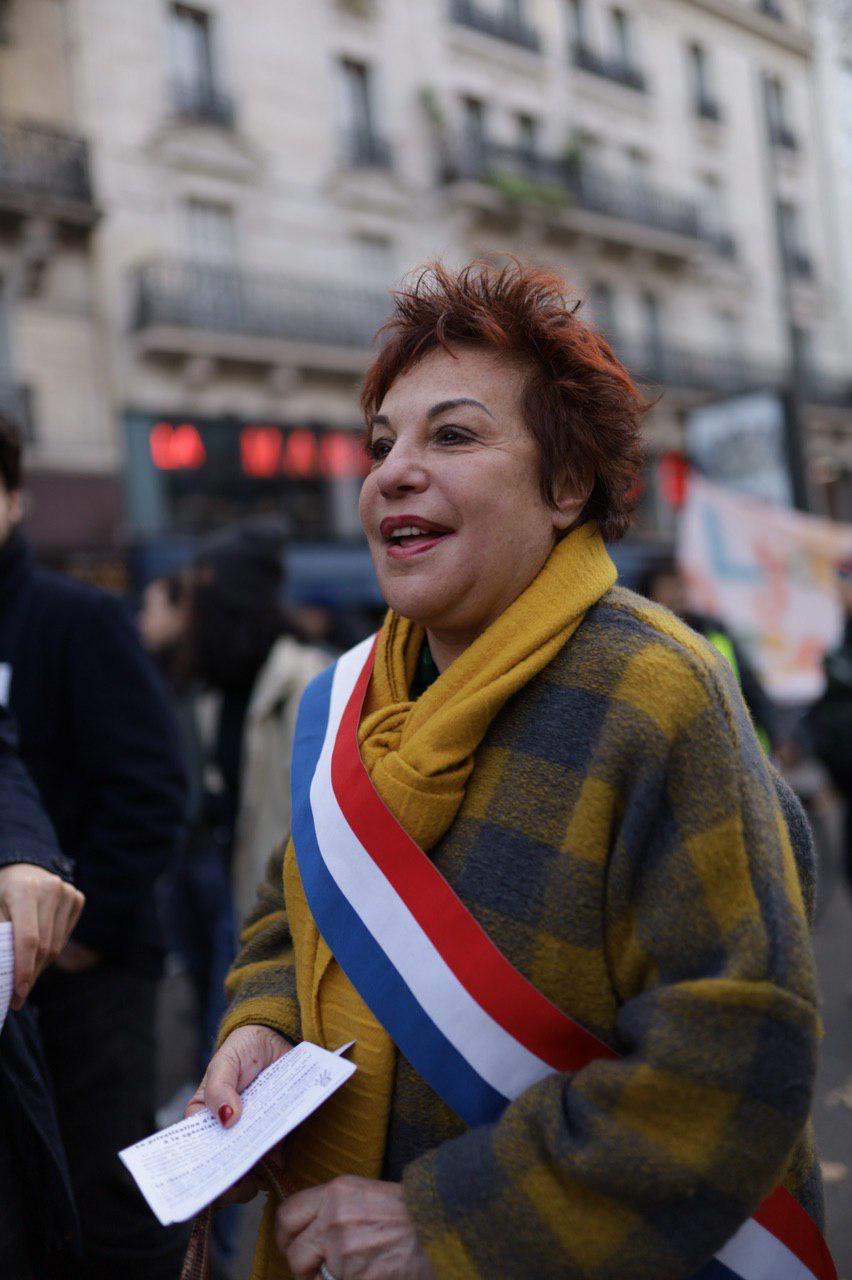
Эстер Бенбасса на демонстрации, 2019 год

В ноябре 2019 года Бенбасса приняла участие в акции протеста против исламофобии, организованной несколькими партиями и организациями гражданского общества. Это также породило споры после того, как она опубликовала свою фотографию на демонстрациях в сопровождении участников (включая ребёнка) с желтыми пятиконечными звёздами и полумесяцами того же цвета, на которых было написано английское слово «мусульманин». Это спровоцировало волну обвинений в принижении значения Холокоста, сравнении его с исламофобией и сходстве используемого символа с жёлтой звездой времён нацистских преследований. Журнал «Марианна» раскритиковал Бенбассу за использование ребёнка в политических целях, утверждая, что «в исламистских шествиях, как и на демонстрациях, детей заставляют заниматься взрослой пропагандой и носить лозунги, которые они не могут понять. Это нарушение конвенции о правах ребёнка». 18 ноября HuffPost опубликовал редакционную статью в поддержку Бенбассы под названием «Эстер Бенбасса чтит Республику», подписанную более чем 150 политическими деятелями, включая учёных, активистов и левых политических деятелей.
В октябре 2020 года Бенбасса стала секретарём Сената и вице-президентом группы «Экологисты». Она была исключена из группы 15 сентября 2021 года после обвинений в травле на рабочем месте и, как следствие, стала членом административной группы сенаторов, не фигурирующих в списках ни одного блока (RASNAG).
Во время президентских выборов во Франции 2022 года Бенбасса поддержала Элен Туи.

### Обвинения в травле на рабочем месте
В июле 2021 года онлайн-газета Mediapart опубликовала расследование с подробным описанием обвинений Бенбассы в принуждении и унижениях со стороны её подчинённых в парламенте и бывших студентов. Обвинения включали в себя то, что сенатор оказывала давление на ассистента, чтобы та отложила хирургическую операцию на несколько месяцев, неоднократно угрожала своим сотрудникам, а также резко критиковала их действия и компетентность. Все обвинители описали атмосферу «террора», которую Бенбасса создавала среди своих подчиненных. Mediapart также сообщила о высокой текучести кадров в её офисе: в течение двух её сроков у неё сменились более 18 парламентских ассистентов.
Бенбасса оспорила версию событий, опубликованную газетой, но, тем не менее, признала её «перепады настроения» и извинилась перед «тем, кого [она] обидела».
В сентябре 2021 года стало известно об исключении Бенбассы из сенатской группы «Экологисты» с разъяснением, что «г-жа Бенбасса не оспаривала показания некоторых свидетелей и по сей день не пыталась подать в суд на обвинителей за клевету». Сенатор ответила пресс-релизом, в котором осудила «фикцию внутренних процедур», превратившую «правовую процедуру в фарс». В декабре она покинула блок «Экологисты».

## Личная жизнь
Бенбасса замужем за Жаном-Кристофом Аттиасом, который является директором по исследованиям в Практической школе высших исследований и выиграл в 2015 году Гонкуровскую премию в области биографии. Аттиас также иногда выступает её соавтором.
Бенбасса называет себя атеисткой.